# KennyS
Ке́нни Шраб (род. 19 мая 1995, Франция, Динь-ле-Бен) — французский киберспортсмен, известный также под псевдонимом «kennyS».
В 2013 году занимал 12 строчку в топ 20 игроков года по версии портала HLTV.org, 6 место в 2014 и 2015 годах. В 2016 году его результаты несколько ухудшились, и он занял лишь 13 строчку из 20. Чемпион DreamHack Open Cluj-Napoca 2015. Завершил киберспортивную карьеру в 2023 году.

## Карьера

### Начало карьеры
Кенни Шраб познакомился с Counter-Strike в 2009 году в 13-летнем возрасте, это была Counter-Strike: Source версия. Он показывал неплохие результаты и в 2011 году решил отправиться на турнир, где участвовали известные французские игроки, но после нескольких матчей его забанили из-за подозрения в читерстве, однако за него встал Винсент «Happy» Сервони, который не увидел никакого читерства, и Кенни продолжил играть дальше на этом чемпионате. В декабре 2011 года менеджер команды VeryGames пригласил его на испытательный срок, который он не смог пройти из-за неопытности. В развитии его скилла с AWP способствовал игрок под ником nokon.

### 2012—2013
В январе 2012 года Кенни Шраба пригласили в команду eXtensive — это была его первая профессиональная команда, но в её составе он пробыл недолго, в апреле того же года его взяли обратно в VeryGames, в сентябре 2012 года команда перешла на новую версию CS — Counter-Strike: Global Offensive. Первой возможностью проявить себя в новой версии стал турнир Dreamhack Valencia, где они заняли 2 место, уступив команде Ninjas in Pyjamas, которая в то время не проигрывала ни одного матча. На турнире ESWC VeryGames также проиграли NiP в гранд финале и заняли 2 место, на турнире Dreamhack Winter уступили NiP в гранд финале с разгромным счетом. В конце 2012 года Кенни Шраб показывал отличную игру, частенько становясь лучшим игроком, но со временем у него начались проблемы, его статистика стала падать. В 2013 году команда заняла 4 место на Copenhagen Games, 1 место на Mad Catz Birmingham, 1 место на Mad Catz Invitational в Кёльне и 3 место в Mad Catz Vienna. В начала мая того же года Шраб покинул VeryGames (на его место взяли Ришарда «shox» Папильона), чтобы присоединиться к команде LDLC, которая спустя 3 дня обыграла VeryGames со счётом 16-13. С конца августа 2013 года «kennyS» последовательно играл за команды WARMAKER, WE GOT GAME, Recursive eSports и Nameless, находясь в составе каждой из них не более двух месяцев.

### 2014—2017
В феврале 2014 года «kennyS» присоединился к команде Clan-Mystik. В это время у него началась чёрная полоса, в команде Clan-Mystik он практически ничего не выигрывал, но принял участие в major-турнире EMS One: Katowice 2014. В апреле 2014 года коллектив ex-Verygames приняли его в свой состав, который теперь выступает под знамёнами организации Titan. Они заняли 3 место на Starladder StarSeries IX, FaceIT Spring League, Starladder XI, 2 место на Gfinity G3, 1 место на DreamHack 2014 Invitational I и DreamHack 2014 Invitational II, но они не смогли выйти из группы на ESL One Cologne 2014 и заняли 5-8 место на ESWC. В ноябре 2014 года Ховика «KQLY» Товмасяна исключили из коллектива из-за VAC блокировки за использование читов, а саму команду дисквалифицировали с турнира Dreamhack Winter 2014, вместо Товмасяна пришёл Седрик «RpK» Гуипо. В 2015 году Кенни Шраб выиграл много титулов. В июле 2015 года коллективы Titan и Team Envyus обменялись несколькими игроками и «kennyS» перешёл в новый коллектив.
В феврале 2017 года Team EnVyUs и G2 Esports обменялись игроками, вследствие чего Кенни также сменил команду.

### 2021—2023
4 марта 2021 года Кенни был отправлен на скамейку запасных после неутешительной формы и серии разочаровывающих результатов, вместо него в состав вернулся Одрик «jaCkz» Юдж. Этот шаг был предпринят после того, как в конце 2020 — начале 2021 года, команда пережила серию неутешительных показателей, в результате чего они рано покинули три турнира от BLAST и в начале 2021 года пропустились в плей-офф на IEM Katowice. В то время Кенни боролся за индивидуальную форму, набрав в среднем только 0,98 рейтинга 2.0 по четырём последним турнирам, в которых участвовала команда G2 Esports, с тех пор команда решила поставить Франсуа «AmaNEk⁠» Делоне на роль снайпера, а Одрика «jaCkz» Юдж вернуть в основной состав вместо Кенни.
В мае 2022 года велись переговоры об аренде Кенни организацией OG в свой состав по Valorant, но сделку не одобрили Riot Games. 15 ноября закончился контракт с G2 Esports. На правах свободного агента перешёл в команду Falcons на роль снайпера.
20 мая 2023 года объявил о завершении киберспортивной карьеры.